# Manokotak
Manokotak es una ciudad ubicada en el Área censal de Dillingham en el estado estadounidense de Alaska. En el Censo de 2010 tenía una población de 442 habitantes y una densidad poblacional de 4,59 personas por km².

## Geografía
Manokotak se encuentra en las coordenadas 58°58′53″N 159°3′30″O / 58.98139, -159.05833. Según la Oficina del Censo de los Estados Unidos, Manokotak tiene una superficie total de 96.22 km², de la cual 92.57 km² corresponden a tierra firme y (3.8%) 3.65 km² es agua.

## Demografía
Según el censo de 2010, había 442 personas residiendo en Manokotak. La densidad de población era de 4,59 hab./km². De los 442 habitantes, Manokotak estaba compuesto por el 3.62% blancos, el 0% eran afroamericanos, el 95.7% eran amerindios, el 0% eran asiáticos, el 0% eran isleños del Pacífico, el 0.23% eran de otras razas y el 0.45% pertenecían a dos o más razas. Del total de la población el 0.23% eran hispanos o latinos de cualquier raza.

## Localidades adyacentes
El siguiente diagrama muestra a las localidades más próximas a Manokotak.